# International Food and Agribusiness Management Review
International Food and Agribusiness Management Review is een internationaal, aan collegiale toetsing onderworpen open access wetenschappelijk tijdschrift op het gebied van de
agroeconomie en
agropolitiek.
De naam wordt in literatuurverwijzingen meestal afgekort tot Int. Food Agribus. Man.
Het wordt uitgegeven door de International Food and Agribusiness Management Association.
Het eerste nummer verscheen in 1998.